# Septembrie 2004
Acest articol este generat integral pe baza informațiilor din articolul 2004 și este actualizat periodic de un robot.
 Editările făcute în articol vor fi șterse la următoarea actualizare! Dacă doriți să faceți modificări, editați articolul-sursă.

ianuarie -
februarie -
martie -
aprilie -
mai -
iunie -
iulie -
august -
septembrie -
octombrie -
noiembrie -
decembrie
Septembrie 2004 a fost a noua lună a anului și a început într-o zi de miercuri.

## Evenimente

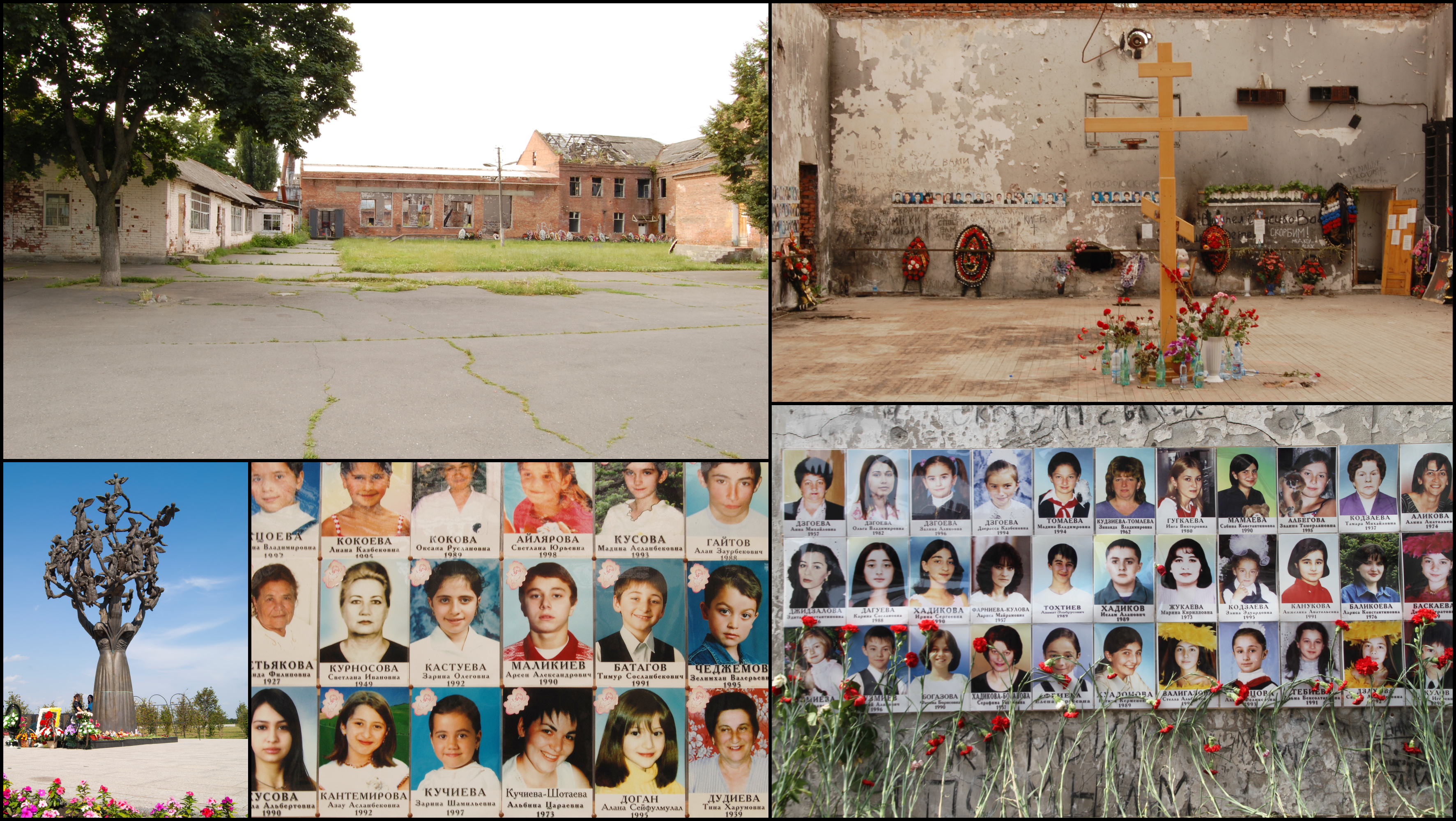
1 septembrie: Un comando cecen format din 32 de persoane înarmate iau ostateci peste 1300 de oameni, printre care 777 de elevi ai școlii nr.1 din Beslan, Oseția de Nord. Intervenția forțelor speciale rusești a dus la moartea a 338 de persoane, dintre care 186 de copii și sute de răniți. Singurul terorist care a supraviețuit a fost condamnat în 2006 la moarte, sentința fiind preschimbată în închisoare pe viață. În 2017, CEDO a condamnat Moscova la plata a 3 milioane de euro pentru modul defectuos în care a soluționat criza.

- 1 septembrie: Un comando cecen format din 32 de persoane înarmate iau ostateci peste 1300 de oameni, printre care 777 de elevi ai școlii nr.1 din Beslan, Oseția de Nord. Intervenția forțelor speciale rusești a dus la moartea a 338 de persoane, dintre care 186 de copii și sute de răniți. Singurul terorist care a supraviețuit a fost condamnat în 2006 la moarte, sentința fiind preschimbată în închisoare pe viață. În 2017, CEDO a condamnat Moscova la plata a 3 milioane de euro pentru modul defectuos în care a soluționat criza.
- 7 septembrie: La solicitarea FMI, ca urmare a unei decizii a Curții Europene a Drepturilor Omului, România a acceptat să treacă la egalizarea treptată, începând cu 1 iulie 2005, a vârstelor de pensionare ale bărbaților și femeilor. În prezent, în România, femeile se pensioneaza la vârsta de 57 de ani și 5 luni, iar bărbații la 62 de ani și 5 luni.[1]
- 9 septembrie: Justiția a decis ca statul român are să-i dea generalului Ion Mihai Pacepa, fost adjunct al Departamentului de Informații Externe al României până în 1978, aproximativ 3 milioane de dolari, reprezentând averea sechestrată de Securitate și alte drepturi ce i s-ar fi cuvenit din 1978 până în prezent.[2]
- 9 septembrie: Are loc Congresul de constituire a Uniunii Naționale PSD-PUR. Adrian Năstase a fost declarat drept candidat al Uniunii Naționale PSD+PUR la Președinție iar candidatul PSD-PUR la funcția de prim-ministru va fi actualul ministru de externe, Mircea Geoană.
- 16 septembrie: Președinții celor doua Camere, Valer Dorneanu și Nicolae Văcăroiu, alături de Patriarhul Bisericii Ortodoxe Romane, Teoctist, au inaugurat noul sediu al Senatului din Palatul Parlamentului.
- 29 septembrie: Asteroidul Toutatis cu o lungime de 4,6 kilometri și o lățime de 2,4 kilometri trece la 1,5 milioane de km de Terra, distanță considerată „razantă” la scara universală de către specialiștii de la NASA.
- 30 septembrie: Un sondaj realizat de INSOMAR arată o competiție strânsă la viitoarele alegeri între alianța PSD+PUR (36%) și alianța PNL+PD (31%). În schimb, în cursa pentru președinție Adrian Năstase are 13% în fața lui Theodor Stolojan.
- 30 septembrie: Cele mai mari confederații sindicale din România anunță că își vor uni forțele. Blocul Național Sindical și CNSLR-Frăția au semnat acordul ce va sta la baza noii confederații – BNS-Frăția. După două săptămâni, liderii au anunțat că au decis sa suspende fuziunea confederațiilor sindicale, cu patru zile înainte de congresul de constituire a noii structuri. Motivul invocat: divergențele politice.[3]

## Nașteri
- 15 septembrie: David Popovici, sportiv român (înot)

## Decese
- 1 septembrie: Hripsime Djanpoladjian, 86 ani, arheologă și epigrafistă sovietică (n. 1918)
- 1 septembrie: Vlad Sorianu, 73 ani, critic literar și traducător român (n. 1931)
- 6 septembrie: Grigore Gheba, 92 ani, general de armată și matematician român (n. 1912)
- 8 septembrie: Richard Butler, 86 ani, inginer american (n. 1918)
- 8 septembrie: Dan George Spătaru, 64 ani, cântăreț român (n. 1939)
- 11 septembrie: Fred Ebb, 72 ani, textier american de teatru muzical (n. 1932)
- 11 septembrie: György Puskás, 93 ani, medic maghiar (n. 1911)
- 12 septembrie: Jack Turner, 84 ani, pilot american de Formula 1 (n. 1920)
- 15 septembrie: Mary Elizabeth Frye, 98 ani, poetă americană (n. 1905)
- 15 septembrie: Paul Melchior, 78 ani, geofizician belgian membru de onoare al Academiei Române (n. 1925)
- 19 septembrie: Ion R. Baciu, 83 ani, medic român (n. 1921)
- 20 septembrie: Brian Howard Clough, 69 ani, fotbalist (atacant) și antrenor britanic (n. 1935)
- 22 septembrie: Alex Wayman, 83 ani, tibetolog și indianist american (n. 1921)
- 23 septembrie: Bryce DeWitt, 81 ani, fizician american (n. 1923)
- 24 septembrie: Jože Gale, 91 ani, regizor de film, actor, scenarist, publicist și educator sloven (n. 1913)
- 24 septembrie: Françoise Sagan (n. Françoise Quoirez), 69 ani, scriitoare franceză (n. 1935)
- 26 septembrie: Ion Aramă, 67 ani, scriitor român (n. 1936)
- 27 septembrie: John Edward Mack, 74 ani, medic psihiatru, scriitor și profesor american la Harvard Medical School (n. 1929)
- 28 septembrie: Mulk Raj Anand, 98 ani, scriitor indian (n. 1905)
- 28 septembrie: Liviu Comes, 85 ani, muzicolog român (n. 1918)
- 28 septembrie: Christl Cranz (n. Christl Franziska Antonia Cranz-Borchers), 90 ani, sportivă germană (schi alpin), (n. 1914)
- 28 septembrie: Geo Dumitrescu, 84 ani, poet român (n. 1920)
- 29 septembrie: Ștefan Ruha (n. István Ruha), 73 ani, violonist, dirijor și profesor român de etnie maghiară (n. 1931)